# Efremovskij rajon
L'Efremovskij rajon (in russo Ефремовский район?) è un rajon dell'Oblast' di Tula, in Russia. Istituito nel 1924, il capoluogo è Efremov.